# Sergio Panzardo
Sergio Antonio Panzardo est un footballeur uruguayen, né le 20 juillet 1965 à Montevideo.
Ce solide défenseur central (1,80 m, 79 kg) est sélectionné à trois reprises (en 1988) en Équipe d'Uruguay de football.

## Carrière joueur
- 1985-1987 Peñarol  Uruguay
- 1988-1989 CA Bella Vista  Uruguay
- 1989-1991 SM Caen  France (16 matchs)
- 1991-1992 Peñarol  Uruguay
- 1993-1995 Liverpool Fútbol Club  Uruguay